# 國史館 (清朝)
國史館，是清朝的国史修纂及研究機關，以修纂國史、史料整理、史料採集為主要任務。

## 历史

### 非常设时期
国史馆原本是非常设机构，曾先后在康熙二十九年（1690年）、雍正元年（1723年）、乾隆元年（1736年）开设。
康熙二十九年三月（1690年），山东道御史徐树谷奏请纂修太祖、太宗、世祖“三朝国史”，获清圣祖批准。康熙二十九年四月，国史馆正式开设，地点设在武英殿的东、西廊房。这是清朝修史的开端。大学士王熙充监修总裁官，下设总裁、副总裁、满汉纂修官、提调、收掌、誊录、翻译等等官员。康熙朝，国史馆共开设二十多年，主要是为清朝的开国功臣作传。
雍正元年十一月（1723年），另派纂修官，重开国史馆，以便弥补康熙朝有功诸臣列传之不足，但是由于建置及工作机制有问题，导致纂修国史的成绩不甚理想。
乾隆元年三月（1736年），议准礼部左侍郎徐元梦之奏请，续修国史。此次主要编撰了太祖至世宗的“五朝本纪”。乾隆十四年十二月，五朝国史编成，国史馆再度关闭、停止修史。此次国史馆开馆期间，初步修成了天文志、时宪志、地理志、舆服志、卫志、礼志、乐志、兵志、刑法志、职官志、选举志、食货志、河渠志、艺文志等十四志，还编辑了顺治元年（1644年）到乾隆九年（1744年）的《皇清奏议》。

### 常设时期
乾隆三十年（1765年），清高宗再度开设国史馆，此后成为常设机构。此次编修正式将列传纳入正史中，并且确立了纂修国史列传之准则。清高宗提出撰述宗旨是“功过不隐、以备一代信史”，确定了修史的指导原则及国史体例，初步形成督察制，这为国史馆发展成熟奠定了基础。到嘉庆朝，扩大列传的门类，并且儒林传、文苑传等传的纂修方式取得突破。在全面恢复编撰帝纪、十四志的基础之上，继续编撰《皇清奏议》及画一臣工列传的工作，国史馆还承担了修撰《大清一统志》的任务。国史馆在该时期从人员到机构设置均有大幅增加，体制更趋健全，此为清朝国史馆的成熟期。道光之后的各朝，国史馆沿袭前朝定制，不间断地开展各项例行的纂修活动，直到清朝灭亡。
嘉庆八年谕旨：“我朝列圣相承，均经国史馆恭修本纪，敬谨贮藏。伏念皇考高宗纯皇帝圣德神功，登三咸五，业于四年春特命纂修实录，现已进呈。至三十年自应恭修本纪，以垂史册，著国史馆总裁派提调等督率謄录，就近赴实录馆，将业经进呈之书，照副本钞写恪遵编纂，随时进呈，务于实录告成后，陆续办竣。其钞写实录副本，即藏贮国史馆，以资考据。至国史馆尊藏五朝本纪，尚未装潢成帙，亦著该馆将原本分函装修谨贮。”嘉庆《昧余书室全集》定本载，嘉庆帝当皇子时，曾经校国史馆书。
从康熙二十九年（1690年）国史馆设立，到1912年清朝灭亡，国史馆陆续纂修了各朝纪、志、传、表以及《大清一统志》、《皇清奏议》等史书数十种，形成了修史制度、编纂及管理方法，还有数以万计的各类档案。
1914年春，北京政府国务院呈请设立清史馆，纂修清史。同年3月9日，大总统袁世凯发布大总统令，批准了国务院的呈请。同年8月，袁世凯派贴身秘书吴璆，携亲笔信赴青岛，礼聘前清东三省总督赵尔巽为清史馆馆长。清史馆遂正式成立，馆址设在紫禁城东华门内，房屋一百余间，库房一座（即原来的国史馆书库，后成为清史馆书库），原是清朝国史馆和会典馆馆址。
国史馆在清朝乾隆年间成为常设机构，并非偶然。乾隆朝盛行修书设馆。《清宫述闻：正续编合编本》载，“据内阁档案，乾隆初年，内阁奏报修书各馆情形单，除国史馆及明史馆、实录馆、玉牒馆、文颖馆、三礼馆、一统志馆外，复有所谓八旗志书馆、八旗满洲氏族通谱馆、纲目馆、增修时宪算书馆、朱批谕旨馆、八旗上谕馆、医书馆、律例馆、各部则例馆。足征修书设馆、乾隆朝最盛。”

## 建筑
《清宫述闻正编》载，“循文华殿而东南，北向者为内阁大库、户部内库、銮仪卫内銮驾库。循库左转而北，为国史馆，南向。国史馆旧在午门内，后移置于此。”《国朝宫史续编》载，“桥之东，倚城隅南向者为国史馆。”
國史館原来设在熙和门的西南，后来迁到东华门内。《国朝宫史·卷十一·宫殿一·外朝》载，熙和门“西南隅旧为国史馆，今为膳房库。”《钦定大清会典》载，“国史馆在东华门内，南向。馆旁列书库，即前此恭修实录及会典处也。先在熙和门西南，后因实录馆地较宽广，复移置今处云。”《清三朝国史馆题稿档》载，康熙二十九年王熙等题，“今纂修三朝（太祖、太宗、世祖）国史，应俟礼部将开馆日期选择，到日于起居注衙门迤北，前修圣训群房处开馆。”可见当时国史馆在熙和门西南。康熙时，毛奇龄《雪中入直史馆》诗：“谁赐锦貂还左掖，独骑羸马上东华。”由此可见似乎此时国史馆已迁至东华门内。
《啸亭杂录》载，“乾隆庚辰，特命开国史馆于东华门内，简儒臣之通掌故者司之。将旧传（康雍时所修者）尽行删薙，惟遵照实录档册所载，详录其人生平功罪，案而不断，以待千古公论。”《蒋氏东华录》载，“乾隆三十年十月，重开国史馆于东华门内稍北。”
《陶文毅公全集》载，嘉庆时期，陶澍所作《初入国史馆》诗中四句：“东华之门内东傍，玉河流水交红墙。是为列朝史所藏，石渠天录储琳琅。”
清乾隆三十一年五月总管内务府大臣三和英廉四格折：“东华门内北边国史馆，黄琉璃瓦房九间，修理约估银三百五十八两。”此处的黄琉璃瓦房似应为国史馆书库。折并载，“国史馆书库及各项房间，嘉庆十六年、咸丰元年各修理一次。”
《瓜圃述异》载，“国史馆在东华门内，东倚禁城，草木颇盛，中建书库，数百年老屋也。传有巨蟒穴于内，长十余丈，尝见昂首城上，而尾尚见于库外。”
宣统元年，在国史馆处开设实录馆，以修《德宗实录》。中华民国初年，实录馆移出，国史馆改为清史馆，于民国三年（1914年）开馆。

### 国史馆书库
国史馆书库，又称国史馆大库，是国史馆保存文献及档案的库房，主要收藏乾隆三十年后收集而来的档案以及国史馆编纂的稿本。
乾隆三十年，重修国史列传，故重开国史馆。以前国史馆中的档案送藏内阁，至乾隆三十年重开国史馆开始，由国史馆保存，藏于国史馆书库内。
1914年北京政府在国史馆旧址成立清史馆，国史馆书库也转归清史馆，改称清史馆大库。
国史馆书库位于东华门以北，紧靠紫禁城东城墙。明朝此处为太监掌管的御马监。国史馆书库是一座呈南北走向的排房，顶覆黄琉璃瓦。